# Оман німецький
Оман німецький (Inula germanica) — вид рослин з родини айстрових (Asteraceae), поширений у Європі й Західній Азії.

## Опис
Багаторічна трав'яниста рослина 15–60 см заввишки. Зелена або сіро-зелена рослина, вкрита довгими, волосками. Стебло густо залистяне. Листки чергові, прості, видовжено-еліптичної чи видовжено-ланцетної форми, майже цільні, налягають один на одного, запушені з обох боків, але знизу густіше. Кошики порівняно дрібні (7–11 мм в діаметрі), численні, зібрані в густому щитку. Приквітки розташовані в кілька рядів. Квітки золотисто-жовті; крайові язичкові — нечисленні, до 9 мм довжиною; трубчасті квітки мають п'ять тичинок. Зав'язь і сім'янки гладенькі, голі або тільки у верхній частині розсіяно-коротко-волосисті. Сім'янка завдовжки ≈ 1,5 мм.

## Поширення
Поширений у Європі й Західній Азії: Німеччина, Австрія, Польща, Чехія, Словаччина, Угорщина, Італія, Хорватія, Боснія та Герцеговина, Чорногорія, Сербія, Косово, Північна Македонія, Албанія, Румунія, Болгарія, Греція, європейська Росія, Молдова, Україна (зокрема Крим), західний Казахстан, Північний Кавказ, Грузія, Вірменія, Азербайджан, Туреччина (європейська й Анатолія), Іран (Іранський Азербайджан).
В Україні вид зростає серед чагарників у степах, лісах і на сухих луках — у Лісостепу і Степу, б.-м. зазвичай, а також у Криму (передгір'я, Керченський півострів і ПБК).

## Галерея

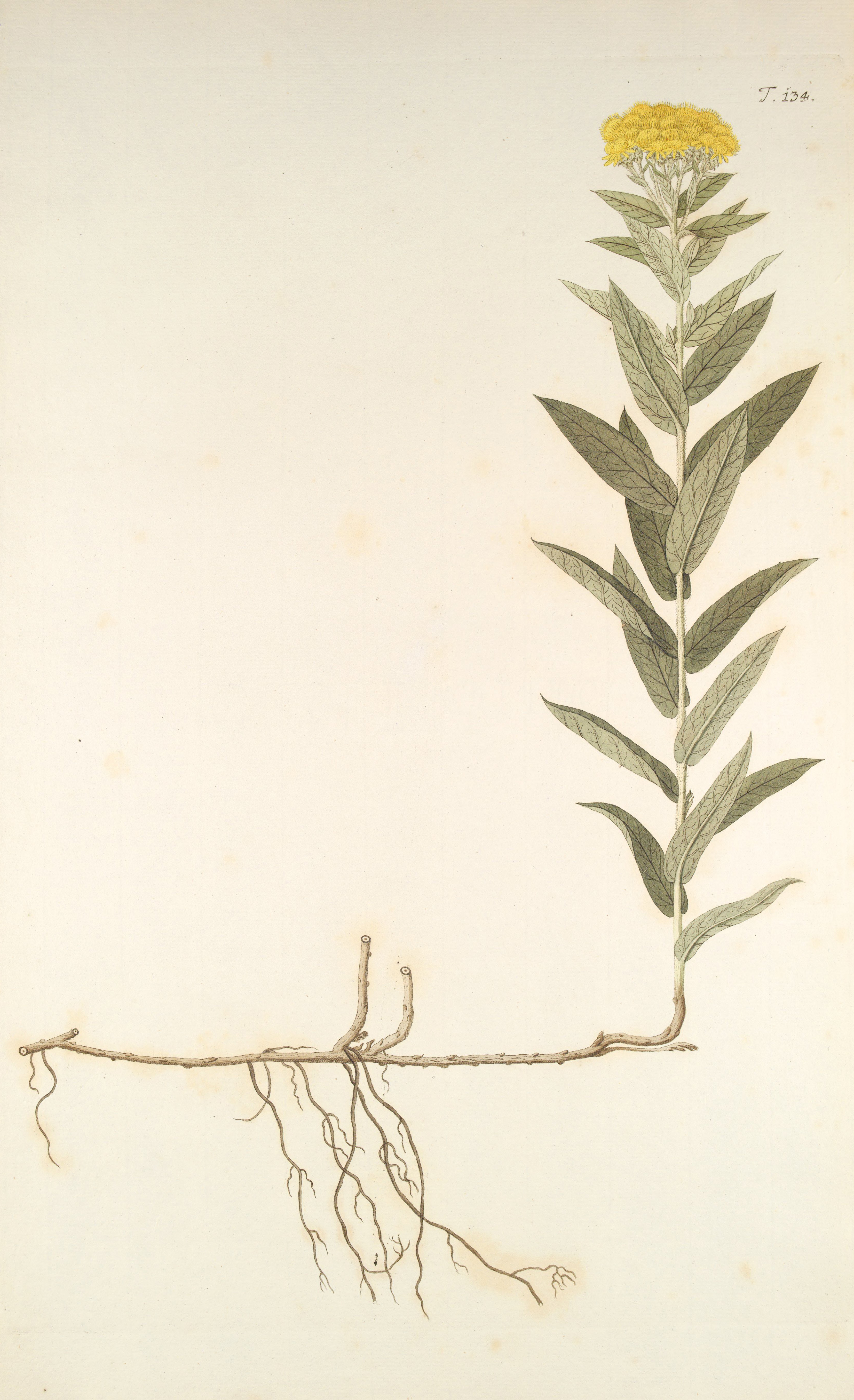
ілюстрація
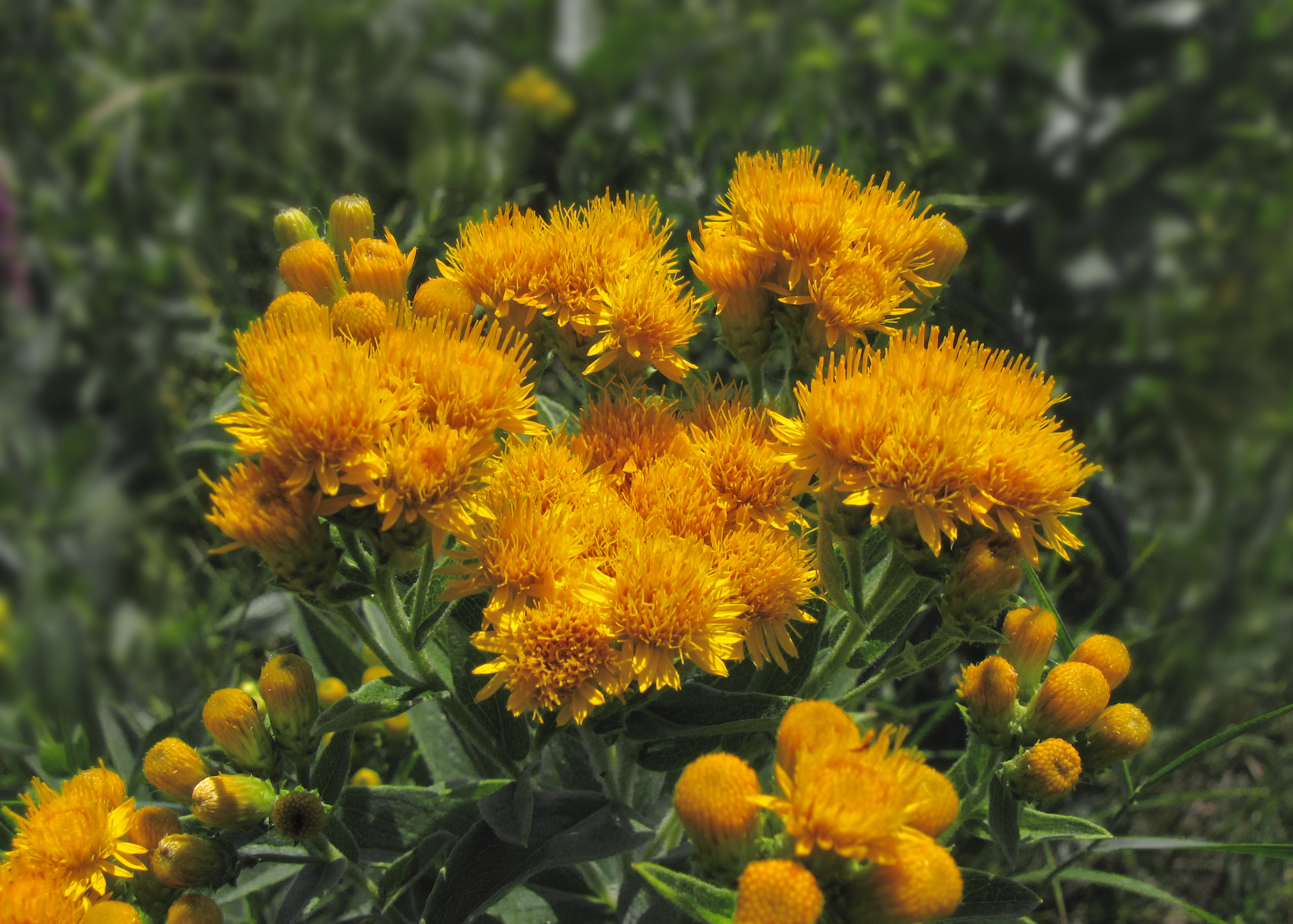
квітки